# Phù Đăng
Phù Đăng (tiếng Trung: 苻登; bính âm: Fú Dēng) (343–394) là một hoàng đế của nước Tiền Tần trong lịch sử Trung Quốc. Ông lên ngôi hoàng đế vào năm 386 sau cái chết của Phù Kiên và Phù Phi, mặc dù ông chỉ là một người họ hàng xa của họ. Khi Phù Đăng đăng cơ, lãnh thổ của Tiền Tần đã bị thu hẹp và trong thời gian ông trị vì, việc này vẫn tiếp tục diễn ra. Ông đã tiến hành giao chiến với hoàng đế Diêu Trường của Hậu Tần trong nhiều năm song cả hai đều không thể chiếm ưu thế. Đến năm 394, nhân lúc Diêu Trường qua đời, ông đã cho mở một cuộc tấn công lớn chống Hậu Tần, song lại đánh giá thấp con trai Diêu Trường là hoàng đế Diêu Hưng, Diêu Hưng đã bắt được Phù Đăng rồi xử tử. Cuối năm đó, con trai ông là Phù Sùng, sau khi kế vị làm hoàng đế Tiền Tần, cũng đã chết trận, Tiền Tần diệt vong.

## Sự nghiệp đầu đời
Phù Đăng sinh năm 343, là con của Phù Xưởng (苻敞), một cháu trai đằng xa của vị hoàng đế khai quốc Tiền Tần là Phù Kiện, song khi đó Phù Xưởng vẫn nằm dưới quyền cai trị của Hậu Triệu. Sau khi Phù Kiện lập nước Tiền Tần năm 351, Phù Xưởng trở thành một vị tướng và thái thú một quận. Dưới thời cai trị ác độc và kỳ quái của con trai Phù Kiện, tức Phù Sinh, Phù Xưởng đã bị xử tử song ông ta đã được truy phong thụy hiệu sau khi Phù Sinh bị Phù Kiên lật đổ. Phù Kiên đã rất ấn tượng với tài năng của Phù Đăng, và khi Phù Đăng lớn lên, ông đã được cử làm quan tại Trường An. Tuy nhiên, sau đó Phù Đăng phạm lỗi và bị giáng chức làm quan ở Địch Đạo (狄道, nay thuộc Định Tây, Cam Túc).
Sau khi Tiền Tần bắt đầu sụp đổ vào năm 384 và Phù Kiên bị tướng cũ Diêu Trường sát hại vào năm 385, Phù Đăng trở thành thuộc hạ của tướng Mao Hưng (毛興), Mao Hưng là người muốn kiểm soát tất cả các châu ở phía tây trên danh nghĩa vẫn thuộc Tiền Tần, song quân lính dưới quyền đã trở nên mệt mỏi với các trận đánh và ám sát ông ta vào năm 386, thay thế Mao Hưng là Vệ Bình (衛平), một lão tướng đứng đầu một thị tộc. Tuy nhiên, những binh sĩ này nhanh chóng nhận thấy Vệ Bình đã quá già và họ lại tiếp tục lật đổ Vệ Bình và đưa Phù Đăng làm chủ tướng. Phù Đăng đã trình thư nói về các sự kiện này cho con trai của Phù Kiện là Phù Phi, tức tân hoàng đế, và Phù Phi phong cho Phù Đăng làm thứ sử một châu và ban tước hiệu Nam An vương cho ông.
Sau đó cũng trong năm 386, Phù Phi chết trong khi giao chiến với nhà Tấn, và lãnh thổ do ông ta kiểm soát trực tiếp (nay là Sơn Tây), cũng như các triều thần đều nằm trong tay hoàng đế Mộ Dung Vĩ của Tây Yên. Viên quan Khấu Khiển (寇遣) đã hộ tống hai người con trai của Phù Phi là Bột Hải vương Phù Ý (苻懿) và Tế Bắc vương Phù Sưởng (苻昶) đến chỗ Phù Đăng. Phù Đăng sau khi để tang Phù Phi đã đề xuất Phù Ý trở thành hoàng đế, song các thuộc hạ của Phù Đăng đều muốn ông là người cai trị Tiền Tần (lúc này không lớn hơn lãnh địa của Phù Đăng); Phù Đăng do vậy đã lên ngôi và lập Phù Ý làm thái tử.

## Trị vì

### Trước trận Đại Giới
Ngay cả trước khi trở thành hoàng đế, Phù Đăng đã liên tục giao chiến với Diêu Trường, và sau khi Phù Đăng đăng cơ thì chiến tranh càng trở nên ác liệt. Phù Đăng cho lập một điện thờ Phù Kiên, và bất cứ khi nào ông thực hiện một quyết định quan trọng, ông đều đến báo cáo Phù Kiên. Ông cũng được mô tả là một bậc thầy về các đội hình hình vuông và hình tròn (mặc dù không rõ về cơ chế chính xác), và đã bước đầu giành được chiến thắng trong một số trận với Hậu Tần, Diêu Trường sợ hãi đến nỗi cũng cho lập một điện thờ Phù Kiên, tạ lỗi về việc đã giết chết Phù Kiên và mong tha thứ. Tuy nhiên, sau khi vẫn không giành được chiến thắng, Diêu Trường đã cắt đầu của hình nộm Phù Kiên và đưa cho Phù Đăng. Song các chiến thắng của Phù Đặng trước Diêu Trường đã không thể kéo dài, và chiến tranh giữa Tiền Tần và Hậu Tần đã trở nên bế tắc. Trong khi đó, các thiếu sót của Phù Đăng được phô bày khi ông không có khả năng hành động một cách quyết định để giáng cho Hậu Tần các thất bại lớn, Diêu Trường đã lợi dụng khuynh hướng thiếu quyết đoán của ông để dần dần tiêu diệt các tướng Tiền Tần ở vùng Quan Trung và củng cố sức mạnh của mình.
Năm 387, Phù Đăng phong người cai trị Tây Tần là Khất Phục Quốc Nhân tước hiệu Uyển Xuyên vương, và Khất Phục Quốc Nhân đã chấp thuận, cũng có nghĩa đã chịu khuất phục Phù Đăng ít nhất là trên danh nghĩa. Sau khi Khất Phục Quốc Nhân qua đời năm 388 và Khất Phục Càn Quy lên kế vị, mối quan hệ này vẫn tiếp tục.
Vào mùa hè năm 388, Thái tử Phù Ý qua đời, Phù Đăng lập con trai mình là Phù Sùng làm thái tử.
Vào mùa hè năm 389, một trận chiến đã gây cho Phù Đăng nhiều thiệt hại. Ông cho lập căn cứ tại Đại Giới (大界, nay thuộc Hàm Dương, Thiểm Tây) và để cho Mao Hoàng hậu canh giữ, trong khi bản thân đi đánh chiếm thành Bình Lương của Hậu Tần. Tuy nhiên, Diêu Trường lúc này đã tiến hành tấn công bất ngờ vào Đại Giới, bắt và giết chết Mao Hoàng hậu và hai con trai Phù Biện và Phù Thượng của Phù Đăng. Khoảng 50.000 thần dân của Phù Đăng bị bắt giữ.

### Sau trận Đại Giới
Sau trận Đại Giới, Phù Đăng không còn có thể tiếp tục tiến hành các chiến dịch lớn để chống lại Hậu Tần, mặc dù hai nước vẫn liên tục giao chiến, và Diêu Trường đã thấy khó mà tiêu diệt được Phù Đăng. Tuy nhiên, Diêu Trường tiếp tục củng cố sức mạnh với việc tiêu diệt các tướng bán độc lập khác, Hậu Tần ngày càng trở nên lớn mạnh.
Năm 392, Phù Đăng lập một người thiếp làm hoàng hậu, tức Lý Hoàng hậu.
Cũng trong năm 392, Diêu Trường lâm bệnh, và khi Phù Đăng biết được tin này, ông đã mở một chiến dịch lớn nhằm tiến đánh thành An Định (安定, nay thuộc Bình Lương, Cam Túc) của Hậu Tần, song Diêu Trường mặc dù đang bệnh tật vẫn đối mặt với Phù Đăng, buộc Phù Đăng phải rút lui.

### Qua đời
Diêu Trường mất vào khoảng tết năm 394 và kế vị ngai vàng Hậu Tần là Diêu Hưng. Mặc dù Diêu Hưng đã cố giữ bí mật về cái chết của Diêu Trường, song Phù Đăng vẫn biết tin. Phù Đăng rất vui mừng khi nghe tin Diêu Trường chết, và cho chuẩn bị để mở một cuộc tấn công lớn nhắm vào Hậu Tần. Phù Đăng lệnh cho huynh đệ là Phù Quảng (苻廣) phòng thủ Ung Thành (雍城, nay thuộc Bảo Kê, Thiểm Tây) và Phù Sùng phòng thủ Hồ Không bảo (胡空堡, nay thuộc Hàm Dương, Thiểm Tây), song ông không thể bảo đảm được quân lính của mình có đủ nguồn cung cấp nước. Diêu Hưng cho quân đến Mã Ngôi (馬嵬, nay thuộc Hàm Dương, Thiểm Tây) để ngăn quân Tiền Tần đến con sông gần đó, quân Tiền Tần đã sụp đổ vì khát. Khi hay tin thất trận, Phù Quảng và Phù Sùng đã bỏ hai thành mà họ giữ. Phù Đặng chạy trốn đến Bình Lăng và sau đó đến các vùng đồi núi. Ông cử con trai là Nhữ Âm vương Phù Tông đến chỗ Khất Phục Càn Quy và gả em gái là Đông Bình công chúa cho Khất Phục Càn Quy làm vương hậu nhằm tìm kiếm sự trợ giúp của Tây Tần. Khất Phục Càn Quy đã cử tướng Khất Phục Ích Châu (乞伏益州) đem quân đến trợ giúp cho Phù Đăng, song khi Phù Đăng ra khỏi vùng đồi núi để đến chỗ quân của Khất Phục Ích Châu, Diêu Hưng đã phục kích và bắt giữ ông, sau đó xử tử. Diêu Hưng giải tán quân đội của Phù Đăng và gả Lý Hoàng hậu của Phù Đăng cho tướng Diêu Hoảng (姚晃) của mình.